# Cornelia Brierly
Cornelia Brierly, née le 12 avril 1913, à Mifflin County, Pennsylvanie et morte le 24 août 2012, est une architecte américaine, l'une des cinq premières femmes à avoir effectué des études d'architecture à Carnegie Tech.
Elle a été la première femme à travailler comme architecte aux côtés de Frank Lloyd Wright au studio de Taliesin en 1934.

## Biographie
Cornelia Brierly est née le 12 avril 1913, à Mifflin County, Pennsylvanie. Elle a étudié brièvement à l'université Cornell et à l'université de Pittsburgh, avant de s'inscrire à Carnegie Tech devenant l'une des cinq premières femmes à y entreprendre des études d'architecture. En 1934, elle rejoint le Taliesin Fellowship dirigé par Frank Lloyd Wright. Elle y travaille sur les plans de Wright pour le projet Broadacre City, en confectionne les maquettes et voyage avec à Pittsburgh, en Pennsylvanie et à Washington, DC pour diffuser les idées de l'architecte[pas clair],.
Elle travaille aux côtés de Wright pendant 10 ans, avant de se lancer à son compte avec son mari Peter Berndtson (en). En 1956, elle retourne à la Frank Lloyd Wright Foundation pour y travailler comme architecte, décoratrice d'intérieur et architecte paysagiste. Elle fut Présidente d'Honneur et administratrice fiduciaire de la fondation.
Brierly est décédée le 24 août 2012, à l'âge de 99 ans.

## Grands bâtiments et Projets
- Maquettes du projet Broadacre City
- Taliesin West (contributrice)
- Maison de Hulda et Louise Notz, 1940, West Mifflin, en Pennsylvanie
- Maison d'Arthur Jeffrey (avec Peter Berndtson), 1947, Allison Park, Pennsylvanie
- Maison d'Edward Weinberger (avec Peter Berndtson), 1948, Squirrel Hill, Pennsylvanie
- Maison de Joseph Katz/McComb (avec Peter Berndtson), 1950, West Mifflin, en Pennsylvanie
- Maison d'Abraam Steinberg (avec Peter Berndtson), 1951, Squirrel Hill, Pennsylvanie
- Maison de F. Esther Fineman (avec Peter Berndtson), 1952, Stanton Heights en Pennsylvanie
- Maison de George Brayman (avec Peter Berndtson), 1953, Ben Avon Heights, en Pennsylvanie
- Maison de Saul Lipkind (avec Peter Berndtson),1954, Swisshelm Park, Pennsylvanie

## Publication
- Cornelia Brierly, Tales of Taliesin: A Memoir of Fellowship, Petaluma, CA, Pomegranate, 2000.